# Down in the Groove
Down in the Groove je 25. studiové album amerického písničkáře Boba Dylana. Album vyšlo v květnu 1988 u vydavatelství Columbia Records. V americkém žebříčku se album umístilo nejlépe na 61. místě a v britském na 32.

## Seznam skladeb
| Strana 1 (LP) | Strana 1 (LP)               | Strana 1 (LP)                                        | Strana 1 (LP) |
| Pořadí        | Název                       | Autor                                                | Délka         |
| ------------- | --------------------------- | ---------------------------------------------------- | ------------- |
| 1.            | Let's Stick Together        | Wilbert Harrison                                     | 3:09          |
| 2.            | When Did You Leave Heaven?  | Walter Bullock, Richard Whiting                      | 2:15          |
| 3.            | Sally Sue Brown             | Arthur June Alexander, Earl Montgomery, Tom Stafford | 2:29          |
| 4.            | Death Is Not the End        | Dylan                                                | 5:10          |
| 5.            | Had a Dream About You, Baby | Dylan                                                | 2:53          |

| Strana 2 (LP) | Strana 2 (LP)                                 | Strana 2 (LP)            | Strana 2 (LP) |
| Pořadí        | Název                                         | Autor                    | Délka         |
| ------------- | --------------------------------------------- | ------------------------ | ------------- |
| 1.            | Ugliest Girl in the World                     | Dylan, Robert Hunter     | 3:32          |
| 2.            | Silvio                                        | Dylan, Hunter            | 3:05          |
| 3.            | Ninety Miles an Hour (Down a Dead End Street) | Hal Blair, Don Robertson | 2:56          |
| 4.            | Shenandoah                                    | trad. arr. Dylan         | 3:38          |
| 5.            | Rank Strangers to Me                          | Albert E. Brumley        | 2:57          |

## Obsazení
- Bob Dylan – kytara, harmonika, klávesy, zpěv
- Michael Baird – bicí
- Peggie Blu – doprovodný zpěv
- Alexandra Brown – doprovodný zpěv
- Eric Clapton – kytara
- Alan Clark – klávesy
- Carolyn Dennis – doprovodný zpěv
- Sly Dunbar – bicí
- Nathan East – baskytara
- Mitchell Froom – klávesy
- Full Force – doprovodný zpěv
- Jerry Garcia – zpěv
- Willie Green, Jr. – doprovodný zpěv
- Beau Hill – klávesy
- Randy „The Emperor“ Jackson – baskytara
- Steve Jones – kytara
- Steve Jordan – bicí
- Danny Kortchmar – kytara
- Bobby King – doprovodný zpěv
- Clydie King – doprovodný zpěv
- Larry Klein – baskytara
- Mark Knopfler – kytara
- Brent Mydland – zpěv
- Madelyn Quebec – klávesy, doprovodný zpěv
- Robbie Shakespeare – baskytara
- Stephen Shelton – bicí, klávesy
- Paul Simonon – baskytara
- Henry Spinetti – bicí
- Bob Weir – zpěv
- Kip Winger – baskytara
- Ronnie Wood – baskytara